# Movimiento de Liberación del Pueblo de Sudán en la Oposición
El Movimiento de Liberación del Pueblo de Sudán en la Oposición (abreviado SPLM-IO), también conocido como las fuerzas antigubernamentales (AGF), es un partido político y grupo rebelde principalmente de Sudán del Sur que se separó del Movimiento de Liberación del Pueblo de Sudán en 2013, debido a las tensiones políticas entre el presidente Salva Kiir y el vicepresidente Riek Machar por el liderazgo del SPLM. Las tensiones crecieron entre las fuerzas leales a Kiir y Machar y Sudán del Sur se sumergió en una cruenta guerra civil.
El partido y la milicia están dirigidos por Riek Machar. Machar también nombró al general Simon Gatwech Dual como Jefe del Estado Mayor General del Ejército, designado por DCoGS para operaciones, capacitación, orientación política y moral, logística, administración y finanzas.  Pero en junio de 2021, Machar destituyó al general Gatwech Dual del cargo y lo nombró asesor de la presidencia.  Gatwech, sin embargo, rechazó el nuevo rol y despidió a Machar como líder del SPLM/A-IO y se declaró líder interino, lo que condujo a enfrentamientos entre los aliados de Machar y los leales al general Gatwech, antes conocida como la facción Kit-Gwang.

## Orígenes
Durante la convención de Nasir en abril de 2014, los rebeldes en la Guerra civil de Sudán del Sur estaban divididos sobre si mantener una afiliación con el partido gobernante SPLM. Mientras que el general de división Garouth Gatkuoth y muchos generales hablaron en contra de la afiliación al SPLM. Angelina Teny y gran parte de los líderes estaban a favor, lo que llevó a Riek Machar a aplazar una decisión final. El grupo decidió el nombre provisional SPLM-SPLA. Poco después de la reunión, sin embargo, los medios comenzaron a llamar al grupo SPLM-en-Oposición, debido a su oposición al partido gobernante SPLM.

## Políticas
Para mayo de 2018, el SPLM/A-IO había establecido un "gobierno paralelo" en el Alto Nilo, rivalizando con el gobierno de Yuba. La gente de las zonas controladas por los rebeldes ya no aceptaba la moneda sursudanesa, que había perdido su valor debido a la hiperinflación, y en su lugar utilizaba dólares estadounidenses y birres etíopes.
La ideología del partido (o en algunos casos, la falta de ella) es esencialmente idéntica a la del SPLM original, y sólo difiere en el hecho de que la división entre los dos se produjo principalmente por líneas étnicas, con el SPLM-IO representando al mismo pueblo Nuer grupo étnico como líder Riek Machar.
En 2018, el analista sursudanés Duop Chak Wuol cuestionó la estrategia general del SPLM-IO, argumentando que el liderazgo del movimiento buscó una solución política como parte de sus esfuerzos para poner fin a la guerra civil sin un buen plan para su ala militar.

## Ala armada

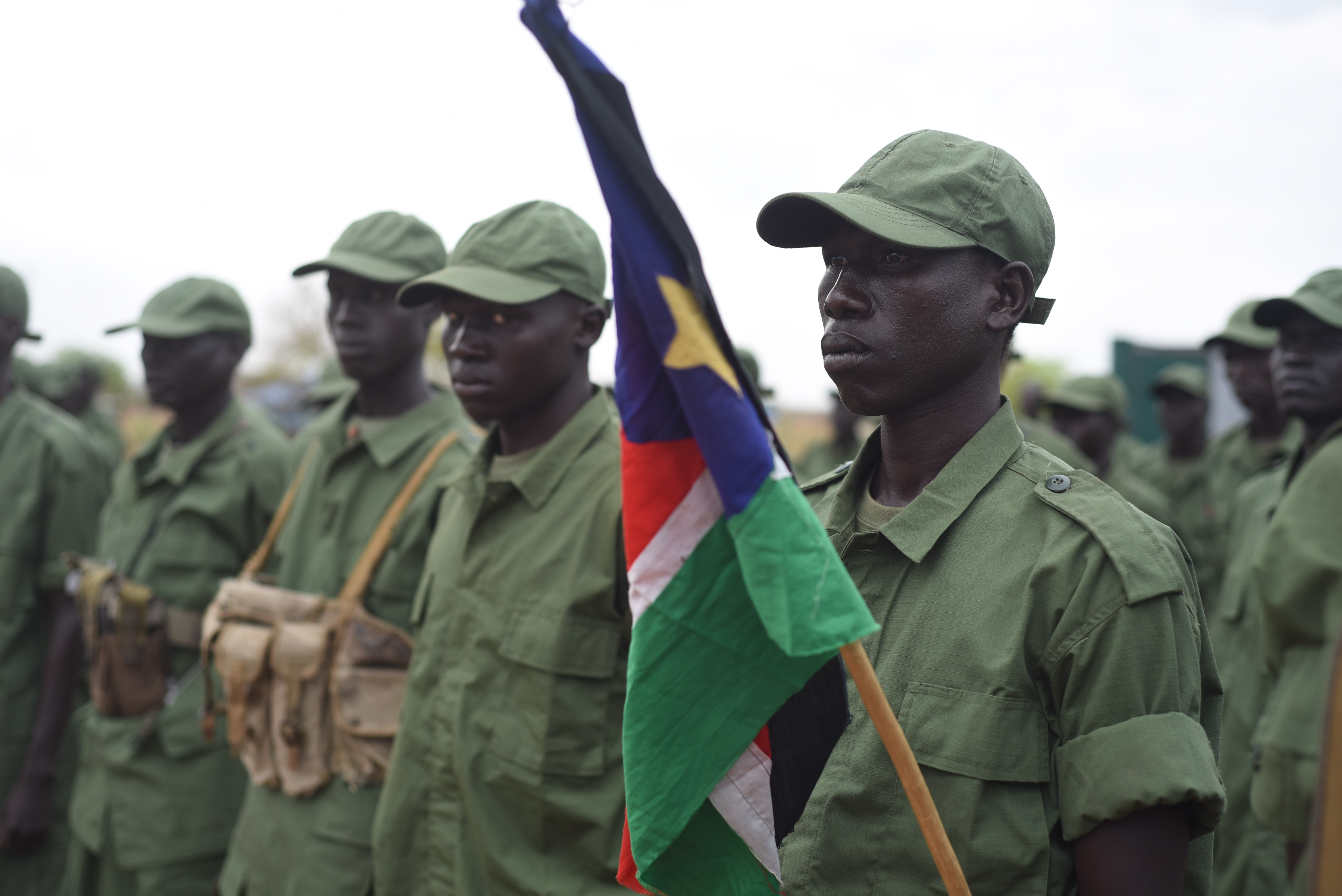
Soldado del SPLA-IO en Juba, abril de 2016

Su brazo armado, nombrado como "Ejército de Liberación del Pueblo de Sudán en Oposición" (abreviado "SPLA-IO") está formado por desertores del Fuerzas de Defensa del Pueblo de Sudán del Sur (SPLA), contratistas militares, señores de la guerra rebeldes y milicianos tribales. Aquellos elementos del ejército de Sudán del Sur que se unieron al SPLA-IO lo hicieron para proteger intereses étnicos, además de sentirse poco representados por el nuevo gobierno. A pesar de los intentos de integrar a más grupos étnicos a su lucha, el SPLA-IO está predominado por elementos Nuer, siendo bastante común su uso de niños soldados entre sus filas.
Para financiar su campaña armada, el SPLA-IO utilizó una red de traficantes de armas, sospechando de que varios eran europeos. Una rara excepción fue el traficante franco-polaco Pierre Dadak que fue arrestado el 14 de julio de 2016 en su villa en Ibiza. En su residencia, el Cuerpo Nacional de Policía de España alega que encontraron documentos que demostraban que estaba negociando la venta al SPLA-IO de 40,000 fusiles de asalto AK-47, 30.000 ametralladoras PKM y 200,000 cajas de municiones.
En julio de 2017, el SPLA-IO perdió la ciudad de Pagak en la frontera etíope durante la una ofensiva del gobierno del SPLA.

### Organización
El SPLA-IO no tuvo una estructura militar formal hasta la conferencia Pagak I en diciembre de 2014, después de un año del conflicto. Riek Machar creó la siguiente estructura:
Simon Gatwich como jefe de Estado Mayor con los siguientes adjuntos:

## Ligas externas
- Sudan People's Liberation Movement-in-Opposition
- Director de Comunicaciones, Movimiento de Liberación del Pueblo Sudanés en la Oposición